# You're Never Fully Dressed Without a Smile
"You're Never Fully Dressed Without a Smile" é uma canção do musical da Broadway Annie, escrita por Charles Strouse e Martin Charnin.

## Versão de Sia
Sia fez um cover da canção para trilha sonora para o filme de 2014. O single entrou nas tabelas musicais da Austrália, Bélgica, Reino Unido e na Polónia, onde se tornou um hit nas rádios.

### Desempenho nas tabelas musicais

#### Posições
| Tabela musical (2014)                 | Melhor posição |
| ------------------------------------- | -------------- |
| Austrália (ARIA)                      | 71             |
| Bélgica (Ultratip de Flandres)        | 7              |
| Polónia (Polish Airplay Top 20)       | 8              |
| Reino Unido (Official Charts Company) | 125            |